# 阿尔费代纳
阿尔费代纳（義大利語：Alfedena），是意大利阿布鲁佐大区拉奎拉省的一个市镇。总面积40.34平方公里，人口833人，人口密度20.6人/平方公里（2009年）。ISTAT代码为066003。